# Чернопятовы
Чернопятовы — российский дворянский род, известный с XVI века.
Родоначальником одной ветви считается «Роман, по прозванию Жук, за ним поместье в Дедиловском у. в дер. Жуково». Его дальние потомки, братья Андрей (1770—?) и Макар (1792—?) Фёдоровичи с Тульском ополчением участвовали в Отечественной войне 1812 года, дошли до Парижа в 1814 году; полковник Павел Никитич Чернопятов (ок. 1820—1881) был Могилёвским воинским начальником, а его брат, Илья Никитич Чернопятов (1822—1879) — известным профессором зоотехнии. Сын И. Н. Чернопятова, Виктор Ильич (1857—1935) — археограф и генеалог. Также к этой ветви относится генерал-майор в отставке Иван Макарович Чернопятов (1831 — после 1891).
Вторая ветвь ведётся от Шанура, внуки которого упоминаются как владельцы имения Шанурово. Родоначальник третьей ветви, Позняк, судя по земельным владениям, возможно был внуком Романа-Жука.

## Описание герба
В червленом щите золотой пояс, обремененный черным мечом острием вправо. В верхней части щита раскрытая серебряная книга, внизу — серебряный с чёрными украшениями плуг на зеленой земле.
На щите дворянский коронованный шлем. Нашлемник: два чёрных орлиных крыла, между ними червлёное пламенное сердце. Намёт на щите справа чёрный с золотом, слева червлёный с серебром. Щитодержатели: два чёрных орла с червлёными глазами и языками, с золотыми клювами и лапами. Герб рода дворян Чернопятовых внесен в Часть 17 Общего гербовника дворянских родов Всероссийской империи, стр. 11.